# Спулбер (Вранча)
Спулбер (рум. Spulber) насеље је у Румунији у округу Вранча у општини Спулбер. Oпштина се налази на надморској висини од 476 m.

## Становништво
Према подацима из 2002. године у насељу је живело 325 становника, од којих су сви румунске националности.